# Physantholejeunea portoricensis
Physantholejeunea portoricensis là một loài Rêu trong họ Lejeuneaceae. Loài này được (Hampe & Gottsche) R.M. Schust. miêu tả khoa học đầu tiên năm 1978.